# Großsteingrab Eext-Es
Das Großsteingrab Eext-Es ist eine megalithische Grabanlage der jungsteinzeitlichen Westgruppe der Trichterbecherkultur bei Eext, einem Ortsteil von Aa en Hunze in der niederländischen Provinz Drenthe. Das Grab trägt die Van-Giffen-Nummer D12.

## Lage
Das Grab befindet sich westlich von Eext auf einer Wiese und ist über einen Feldweg erreichbar. In der näheren Umgebung gibt es mehrere weitere Großsteingräber: 450 m südsüdöstlich befindet sich das Treppengrab von Eext (D13), 1,5 km südsüdöstlich das Großsteingrab Eexterhalte (D14) und 2 km nordnordwestlich das Großsteingrab Anloo-Zuid (D11).

## Forschungsgeschichte

### 18. und 19. Jahrhundert
Das Grab wurde erstmals 1756 von Johannes van Lier erwähnt und untersucht. Willem Pleyte, Kurator der Sammlung niederländischer Altertümer im Rijksmuseum van Oudheden in Leiden, unternahm 1874 zusammen mit dem Fotografen Jan Goedeljee eine Reise durch Drenthe und ließ dort erstmals alle Großsteingräber systematisch fotografieren. Auf Grundlage dieser Fotos fertigte er Lithografien an. Conrad Leemans, Direktor des Rijksmuseums, unternahm 1877 unabhängig von Pleyte eine Reise nach Drenthe. Jan Ernst Henric Hooft van Iddekinge, der zuvor schon mit Pleyte dort gewesen war, fertigte für Leemans Pläne der Großsteingräber an. Leemans’ Bericht blieb allerdings unpubliziert.

### 20. und 21. Jahrhundert
Zwischen 1904 und 1906 dokumentierte der Mediziner und Amateurarchäologe Willem Johannes de Wilde alle noch erhaltenen Großsteingräber der Niederlande durch genaue Pläne, Fotografien und ausführliche Baubeschreibungen. Seine Aufzeichnungen zum Grab von Eext-Es sind allerdings verloren gegangen. 1918 dokumentierte Albert Egges van Giffen die Anlage für seinen Atlas der niederländischen Großsteingräber. 1952 wurde das Grab durch van Giffen archäologisch untersucht und restauriert. Seit 1978 ist die Anlage ein Nationaldenkmal (Rijksmonument). 2017 wurde die Anlage zusammen mit den anderen noch erhaltenen Großsteingräbern der Niederlande in einem Projekt der Provinz Drente und der Reichsuniversität Groningen von der Stiftung Gratama mittels Photogrammetrie in einem 3D-Atlas erfasst.

## Beschreibung
Bei der Anlage handelt es sich um ein schlecht erhaltenes südsüdost-westnordwestlich orientiertes Ganggrab. Eine steinerne Umfassung konnte nicht festgestellt werden. Die Grabkammer hat eine Länge von 6,8 m und eine Breite von 2,8 m. Sie besaß ursprünglich vier Wandsteinpaare an den Langseiten, je einen Abschlussstein an den Schmalseiten und vier Decksteine. Vorhanden sind nur noch der südliche Abschlussstein, die angrenzenden drei Wandsteine der östlichen Langseite und die drei darauf ruhenden Decksteine. Einer der Decksteine weist an der Oberseite sieben Schälchen auf, von denen fünf in einer Reihe liegen. Zwischen dem von Süden aus gesehen ersten und zweiten Wandstein der westlichen Langseite befand sich der Zugang zur Grabkammer. Diesem war ein Gang aus zwei Wandsteinen vorgelagert, die nicht erhalten sind. Die Standspuren der fehlenden Wand- und Gangsteine sind mit Beton ausgegossen.

## Funde
Bereits van Lier fand in dem Grab mehrere Keramikgefäße, die er als „Urnen in umgekehrter Lage“ beschrieb. Von einer Kragenflasche fertigte er eine Zeichnung an.
Das Rijksmuseum van Oudheden in Leiden besitzt einige Altfunde aus dem Großsteingrab Eext-Es: Dies sind eine trichterbecherzeitliche Kragenflasche sowie ein Feuerstein-Beil und ein mittelalterlicher Keramikbecher. Bei den beiden letzten Funden ist unklar, ob sie aus dem Großsteingrab Eext-Es oder dem benachbarten Großsteingrab Eext (D13) stammen.

Funde aus Grab D12 im Rijksmuseum van Oudheden
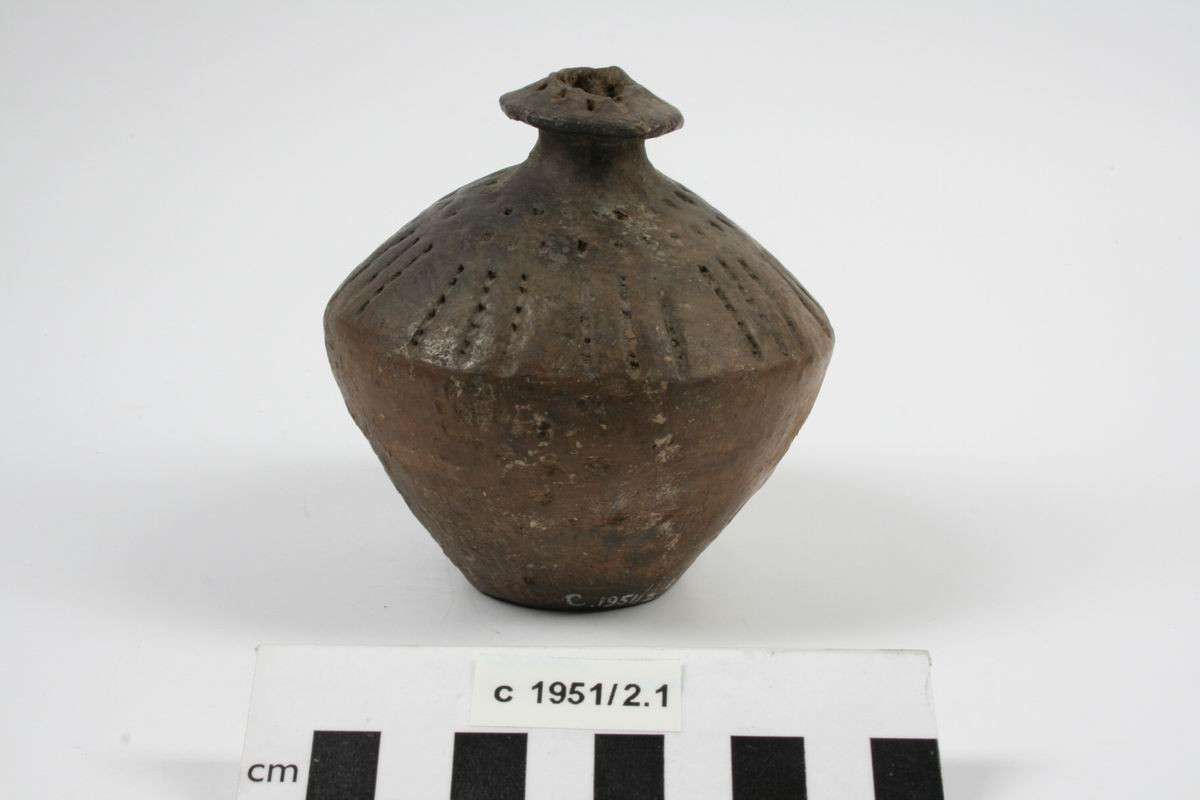
Kragenflasche
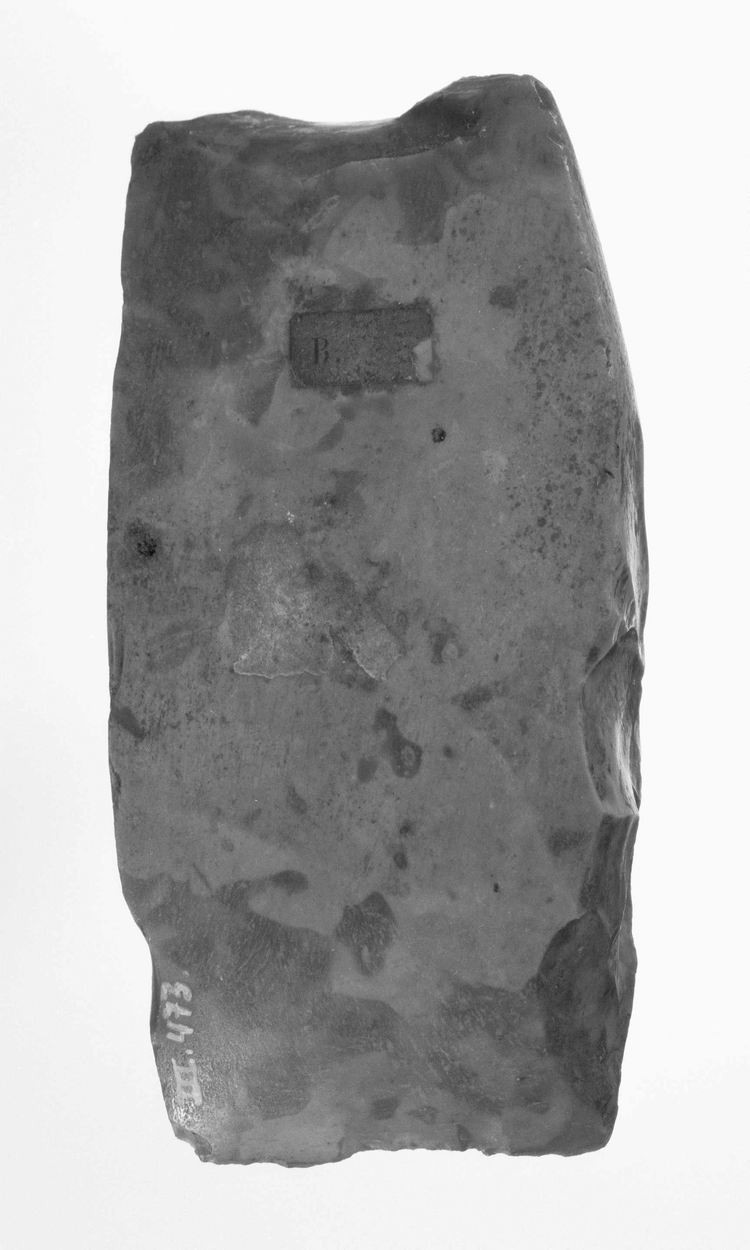
Feuerstein-Beil aus D12 oder D13
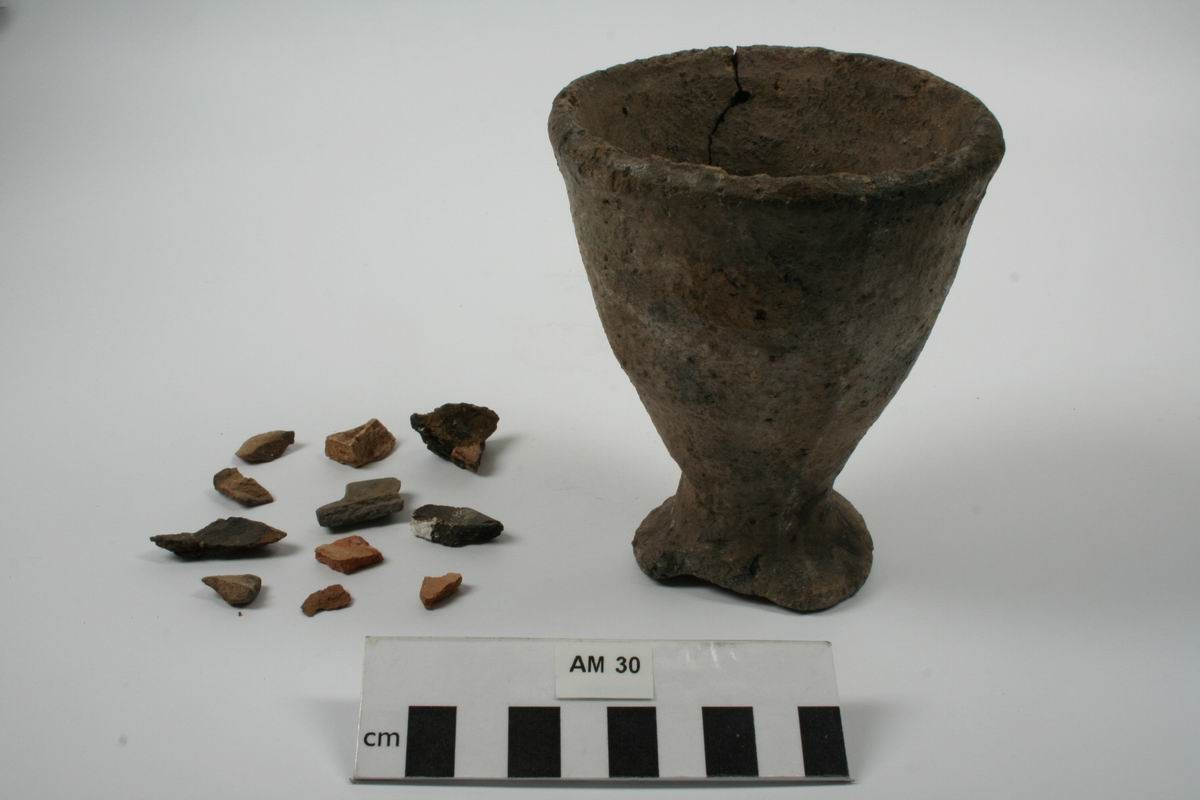
Becher aus D12 oder D13